# Herning (stacja kolejowa)
Herning – stacja kolejowa w duńskim mieście Herning leżącym w środkowej Jutlandii. Znajdują się tu 2 perony oraz bocznica towarowa.
Pasażerski ruch kolejowy obsługiwany jest obecnie przez linie kolejowe DSB oraz Arriva. Linie kolejowe prowadzące do stacji – zarówno od strony Vejle, Aarhus, Skjern – nie są zelektryfikowane. Ruch kolejowy obsługiwany jest przez składy spalinowe.
Aktualny budynek dworca kolejowego w Herning wzniesiono w roku 1978 – oficjalne otwarcie nastąpiło 28 kwietnia 1979. Twórcami projektu dworca byli Ole Ejnar Bonding oraz Jens Nielsen.
W 2017 roku zakończono przebudowę dworca kolejowego i przyległego do niego placu Banegårdspladsen. Dotychczasowa kładka piesza łącząca budynek dworca kolejowego z dworcem autobusowym przy ulicy Smedegade została zburzona. Do budynku stacji kolejowej dobudowano nowy obiekt pełniący funkcję terminala autobusowego (komunikacja miejska i podmiejska) oraz poczekalni – znajdują się tam m.in. kiosk, a także toalety. Budynek został w pełni przygotowany dla potrzeb osób niepełnosprawnych.